# Великоярківське сільське поселення
Великоя́рківське сільське поселення (рос. Большеярковское сельское поселение) — муніципальне утворення у складі Казанського району Тюменської області, Росія.
Адміністративний центр — присілок Великі Ярки.

## Історія
3 листопада 1923 року були утворені Боровлянська сільська рада та Великоярківська сільська рада. 14 серпня 1944 року ліквідовано Боровлянську сільраду.
2004 року Великоярківська сільська рада перетворена в Великоярківське сільське поселення.

## Населення
Населення — 1159 осіб (2020; 1178 у 2018, 1286 у 2010, 1315 у 2002).

## Склад
До складу поселення входять такі населені пункти:
| Населений пункт       | Населення, осіб (2002) | Населення, осіб (2010) |
| --------------------- | ---------------------- | ---------------------- |
| Боровлянка, присілок  | 8                      | 4                      |
| Великі Ярки, присілок | 1051                   | 1052                   |
| Малі Ярки, присілок   | 256                    | 230                    |